# 西鄉局
西鄉局（日语：／ Saigō no Tsubone */?，1552年—1589年7月1日），父親為戶塚忠春，母親為遠江國八名郡領主西鄉正勝之女。通稱於愛之方（日语：／ Oai no kata），是江戶幕府初代將軍德川家康的側室，被認為是家康最愛的側室。院號寶台院、龍泉院。
西鄉氏傳為菊池氏的一門中，跟隨三河守護代移居三河國的族人的後代。在於愛的外祖父西鄉正勝時，是在今川義元的庇護下，才足以保有在三河的影響力。母親也是在今川家的命令下，嫁給遠江國的戶塚忠春。
於愛在年少的時候就嫁人，但是丈夫早死成為寡婦。不久後，嫁給喪妻的表兄西鄉義勝做繼室，生下一男（西鄉勝忠）一女。也有說法是，西鄉義勝就是於愛的第一任丈夫。元龜2年（1571年），為了阻擋武田家先遣部隊秋山虎繁的南進，義勝在協助姻親野田菅沼氏的竹廣合戰中戰死。於愛再度成為未亡人，不過由於他所生的兒子太過年幼而無法繼任家督。
不久後，於愛成為舅父西鄉清員的養女，並在天正六年（1578年）成為家康的側室。關於成為家康侧室的說法有兩種，一是返回濱松城的途中，家康在西鄉宅邸休息時見到了於愛。另一種說法則是，於愛成為濱松城的侍女時被家康看上。　
於愛是個美女，性格溫厚誠實，受到家康的信賴，並受到親近的家臣和侍女的喜愛。服侍家康一年後的天正七年（1579年）四月，生下家康三男德川秀忠，於愛成了正式的側室。翌年，生下四男松平忠吉。　
於愛有相當深度的近視，據說家康戲稱重度近視的於愛為昧見姬（看不見東西的姑娘），也因為受近視所困擾，使得於愛對於近視的女性寄予同情，常常給與她們衣物飲食等生活的保障。因此在於愛死後，這些女性連日在寺門前為於愛祈求冥福。天正十七年（1589年）五月十九日，於愛逝世，享年三十八歲，法名龍泉院。墓在駿府的龍泉院（寶台院），寶永五年（1708年）五月追封正一位。
於愛和義勝的兒子勝忠後來出仕紀伊德川家的德川賴宣，由於身為二代將軍秀忠的異父兄長，西鄉一族在秀忠的治世時多受禮遇。然而，秀忠並不像家康那麼的長壽，一族的榮華相當短暫。

## 登場作品
- 德川家康（1964年、NET、演：中原瞳→藤野節子）*中原瞳扮演與Kira Gozen的雙重角色
- 戰國里花：長生院的萩：家康父子所愛的女人（1983年、朝日廣播電視台、演：龜井光世）
- 德川家康（1983 年、NHK大河劇、演：竹下景子）*與吉良禦前雙角
- 怎麼辦家康（2023年、NHK大河劇、演：廣瀨愛麗絲）